# Okres Trnava
Trnava is een district (Slowaaks: okres) in de Slowaakse regio Trnava. De hoofdstad is Trnava. Het district bestaat uit 1 stad (Slowaaks: mesto) en 44 gemeenten (Slowaaks: obec). In 2015 had het district ruim 130.000 inwoners. 66.000 hiervan woonden in de districts- en regiohoofdstad Trnava (Nagyszombat).

## Steden
- Trnava

## Lijst van gemeenten
| - Biely Kostol - Bíňovce - Bohdanovce nad Trnavou - Boleráz - Borová - Brestovany - Bučany - Buková - Cífer - Dechtice - Dlhá - Dobrá Voda - Dolná Krupá - Dolné Dubové - Dolné Lovčice | - Dolné Orešany - Horná Krupá - Horné Dubové - Horné Orešany - Hrnčiarovce nad Parnou - Jaslovské Bohunice - Kátlovce - Košolná - Križovany nad Dudváhom - Lošonec - Majcichov - Malženice - Naháč - Opoj - Pavlice | - Radošovce - Ružindol - Slovenská Nová Ves - Smolenice - Suchá nad Parnou - Šelpice - Špačince - Šúrovce - Trstín - Vlčkovce - Voderady - Zavar - Zeleneč - Zvončín |

Okres Dunajská Streda · Okres Galanta · Okres Hlohovec · Okres Piešťany · Okres Senica · Okres Skalica · Okres Trnava